# کربی (تگزاس)
کربی، تگزاس (به انگلیسی: Kirby, Texas) یک شهر در ایالات متحده آمریکا با جمعیت ۸٬۶۷۳ نفر است که در تگزاس واقع شده‌است.